# Jean-Jacques Perrey
Jean Marcel Leroy (Amiens, 20 de enero de 1929-Lausana, 4 de noviembre de 2016), conocido artísticamente como Jean-Jacques Perrey, fue un músico y productor francés de música electrónica y un pionero en el género. Se le conoce en la música popular como un miembro del dueto musical Perrey and Kingsley.

## Biografía

### Primeros años
Perrey nació en Amiens, Francia en 1929. Estudiaba medicina en París en 1952 cuando conoció a George Jenny, inventor de la ondiolina. Tras esto dejó la facultad de medicina y viajó por Europa demostrando este teclado antecesor del sintetizador analógico posterior.
A la edad de 31 años, en 1960, Perrey se trasladó a Nueva York, apoyado económicamente por Caroll Bratman, quien le construyó un laboratorio experimental y un estudio de grabación. Allí inventó "un nuevo proceso para generar ritmos con secuencias y ondas", utilizando los sonidos ambientales de la Musique Concrete. Trabó amistad con Robert Moog, el inventor del sintetizador modular Moog, el primer sintetizador analógico comercial de todo el mundo. Perrey se convirtió en uno de los primeros músicos de aquel instrumento, creando música electrónica y convirtiéndose en uno de los pioneros de ese género. 

### Carrera
En 1958 lanzó su primer álbum titulado Prelude au Sommeil. Al año siguiente lanzó el álbum The Alien Planet / Cybernuts y en ese mismo año hizo su primer álbum en colaboración con otro compositor, en este caso con Henri Gruel en el álbum Cadmus, Le Robot de l'Espace. Contiene solo dos canciones, al igual que los dos anteriores álbumes, con 16 minutos de duración cada una. Al año siguiente lanzó el álbum Mister Ondioline, que tiene un total de cuatro canciones, y en 1962 publicó el álbum Musique Electronique du Cosmos.
En 1965 Perrey conoció al compositor estadounidense de ascendencia judía-alemana Gershon Kingsley y juntos, usando la ondiolina y las ondas de Perrey, crearon dos álbumes para la discográfica Vanguard Records: The in Sound From Way Out de 1966 y Kaleidoscopic Vibrations: Electronic Pop Music From Way Out de 1967. Más adelante, en 1971, sería lanzado con el nombre Kaleidoscopic Vibrations: Spotlight on the Moog. Perrey y Kingsley colaboraron también en la sonorización de avisos para radio y televisión. Tras la finalización del grupo se publicaron varios álbumes recopilatorios de su trabajo.
En 1966 Jean-Jacques Perrey y Harry Breuer se conocieron en la ciudad de Nueva York. Ambos colaboraron para grabar algunas canciones para los álbumes The in Sound From Way Out de 1966 y The Amazing New Electronic Pop Sound of Jean-Jacques Perrey de 1968. Al año siguiente grabaron el álbum The Happy Moog. Tras colaborar con Breuer para el álbum ya citado, volvió a Francia a mediados de 1970, componiendo música para la televisión y siguiendo la investigación médica en sonidos terapéuticos para insomnes. Ese mismo año creó el álbum Moog Indigo y en 1971 junto con su hija Pat Prilly lanzaron el álbum Moog Expressions. En 1973 un sencillo llamado «Soul City / E.V.A.» que contiene las 2 primeras canciones del álbum Moog Indigo fue lanzado por la discográfica Vanguard Records y en 1974 Perrey lanzó el álbum Moog Mig Mag Moog. En 1976 en colaboración con el compositor Gilbert Sigrist lanzaron el álbum Dynamoog, quien anteriormente había participado en la composición de "The Rose and the Cross" del álbum Moog Indigo y también en canciones de otros álbumes. En 1980 lanzó el álbum Kartoonery en colaboración Daniel Longuein y Guy Boyer. En 1998 colaboró con la banda Air en el álbum Moon Safari para hacer la canción "Remember". en el año 1998 lanzó el álbum Eclektronics en compañía con el compositor David Chazam.

### Últimos años
En el 2000 lanzó el álbum Circus of Life, que grabó junto a los artistas Gilbert Sigrist y OC Banks, y en 2001 lanzó el álbum Moog Sensations. Sus canciones You Moog Me, E.V.A. y Baroque Hoedown aparecieron en el documental Moog (2004) de Hans Fjellestad, sobre el inventor estadounidense Robert Moog. Desde 2004 hasta 2008 realizó varios conciertos y conferencias con otros compositores.
En 2007 lanzó el álbum Moog Acid con el compositor Luke Vibert, a quien había conocido en 2001. El álbum fue grabado en varios estudios de música con distintos compositores dedicados a intentar buscar el sonido perfecto del moog. Al año siguiente lanzó el álbum Destination Space con Dana Countryman. En 2009 demandó a Chespirito por usar sus canciones sin su autorización, especialmente por los temas The Elephant Never Forgets y Baroque Hoedown, los más usados por Chespirito. También demandó a Televisa por difundir los programas que estaban usando sus obras sin permiso. Finalmente en 2010 llegaron a un acuerdo y Chespirito y Televisa tuvieron que compensar económicamente a Perrey por la evasión de pagos por usar sus canciones.
A pesar de qué Perrey ya estaba muy anciano, siguió haciendo álbumes. En 2010 lanzó el álbum Froots junto con el compositor Romain Ricaud y en 2014 creó su último álbum llamado ELA en colaboración con David Chazam. Perrey falleció el 4 de noviembre de 2016 en la ciudad de Lausana, Suiza.

## Perrey y Chespirito
La música de Perrey se ha usado mucho en los programas del comediante mexicano Roberto Gómez Bolaños, conocido mundialmente como Chespirito. El tema "The Elephant Never Forgets", una versión de la Marcha Turca compuesta por Ludwig van Beethoven, fue usada como la intro del programa El Chavo del 8. "Country Rock Polka" fue usado en el entremés de "El Robo de Papas Fritas" de Los Caquitos del capítulo "Don Ramón carpintero" del programa El Chavo del 8. En tanto, "18th Century Puppet", un tema basado en la melodía llamada romance andante hecho por el compositor Wolfgang Amadeus Mozart, fue usado en un entremés del Doctor Chapatin llamado "Enfermos por Conveniencia" del capítulo "Los Vagos del Barrio" del Chapulin Colorado y en un entremés llamado "El Mosco es Algo Tosco" de 1972 perteneciente al programa Chespirito. "Gossipo Perpetuo" fue usado en un capítulo del Chavo del 8 llamado "Los Globos y las Tijeras". "Hello dolly", que es una versión de la canción "Hello Dolly", fue usada en los créditos finales de un entremés del Doctor Chapatin llamado "Un encuentro en el parque" del programa Chespirito de 1972. Estos cinco temas pertenecen al álbum Moog Indigo de 1970. "Baroque Hoedown", realizado con Gershon Kingsley en el álbum de 1966 Kaleidoscopic Vibrations: Electronic Pop Music From Way Out, fue usado como cierre del programa El Chapulín Colorado.
Una demanda legal fue hecha por los compositores en 2009 a Roberto Gómez Bolaños y a Televisa, Univision y Galavisión por difundir el programa del Chavo del 8 que estaba usando sus obras sin permiso. Esta demanda llegó a un arreglo en 2010, como compensación debido la evasión de pagos de derechos de autor al usar estas melodías por parte de la cadena televisiva.

## Perrey yFuturama
Aunque el tema principal y la música secundaria de la serie animada Futurama (1999-2003) fueron compuestas por Christopher Tyng el tema principal original iba a ser el tema del álbum Moog Indigo de 1970 E.V.A de Jean-Jacques Perrey pero el no poder obtener la licencia de esta canción para la serie llevó a Christopher Tyng a componer una melodía fuertemente inspirada en ella.
Finalmente Christopher Tyng realizó el tema principal de Futurama basada en una canción llamada Psyche Rock de Pierre Henry.

## Discografía
Los álbumes en negritas son álbumes recopilatorios
- Musique Electronique du Cosmos (Compañía discográfica: MusiCues) (Año: 1962)
- The in Sound From Way Out (Colaboradores: Gershon Kingsley) (Compañía discográfica: Vanguard Records) (Año: 1966)
- Kaleidoscopic Vibrations: Electronic Pop Music From Way Out siendo relanzado en 1971 bajo el nombre Kaleidoscopic Vibrations: Spotlight on the Moog (Colaboradores: Gershon Kingsley) (Compañía discográfica: Vanguard Records) (Año: 1967 y 1971)
- The Amazing New Electronic Pop Sound of Jean-Jacques Perrey (Compañía discográfica: Vanguard Records) (Año: 1968)
- The Happy Moog (Colaboradores: Harry Breuer) (Compañía discográfica: Pickwick Records) (Año: 1969)
- Moog Indigo (Compañía discográfica: Vanguard Records) (Año: 1970)
- Moog Expressions (Colaboradores: Pat Prilly) (Compañía discográfica: Montparnasse 2000) (Año: 1971 y 1972)
- Moog Mig Mag Moog (Compañía discográfica: Montparnasse 2000) (Año: 1974)
- Incredible Synthesizer (Colaboradores: Gershon Kingsley) (Compañía discográfica: Vanguard Records) (Año: 1975)
- Dynamoog (Colaboradores: Gilbert Sigrist) (Compañía discográfica: Mondiophone) (Año: 1976)
- Kartoonery (Colaboradores: Daniel Longuein y Guy Boyer) (Compañía discográfica: Montparnasse 2000) (Año: 1980)
- The Essential Perrey and Kingsley (Colaboradores: Gershon Kingsley) (Compañía discográfica: Vanguard Records) (Año: 1988)
- Good Moog: Astral Animations and Komputer Kartoons (Compañía discográfica: Kosinus) (Año: 1998)
- Eclektronics (Colaboradores: David Chazam) (Compañía discográfica: Basenotic Records y Hollywood Records) (Año: 1998 y 2002)
- Circus of Life (Colaboradores: Gilbert Sigrist y OC Banks) (Compañía discográfica: Uppm / Koka Media) (Año: 2000)
- Moog Sensations (Compañía discográfica: Dare-Dare) (Año: 2001)
- Moog (Colaboradores: The Moog Cookbook) (Compañía discográfica: Oglio Records) (Año: 2006) (Álbum que recopila canciones de la película Moog del 2004)
- Vanguard Visionaries: Perrey and Kingsley (Colaboradores: Gershon Kingsley) (Compañía discográfica: Vanguard Records) (Año: 2007)
- Moog Acid (Colaboradores: Luke Vibert) (Compañía discográfica: Lo Recordings) (Año: 2007)
- Destination Space (Colaboradores: Dana Countryman) (Compañía discográfica: Oglio Records) (Año: 2008)
- Froots (Colaboradores: Cosmic Pocket) (Compañía discográfica: In-Vitro Records) (Año: 2010)
- ELA (Colaboradores: David Chazam) (Compañía discográfica: Freaksville) (Año: 2014)
- Jean-Jacques Perrey et son Ondioline (Compañía discográfica: Forgotten Futures) (Año: 2017)
- Past Future Sound Tracks (Año: 2019)
- Les Folles Aventures D'omer (Compañía discográfica: Before 1962 Recordings) (Año: 2020)

## Usos en televisión
| Serie(s)                                       | Productora(s)                               | Canciones usadas                                             | Notas |
| ---------------------------------------------- | ------------------------------------------- | ------------------------------------------------------------ | --- |
| Hilarious House of Frightenstein               | CHCH-TV                                     | March of the Martians                                        | Fue usado como intro en el programa Hilarious House of Frightenstein |
| El Chavo del 8                                 | Televisa (original) Animex (piloto animado) | The Elephant Never Forgets                                   | Fue usado como introducción en la serie original y el piloto animado. Se optó por un tema propio en el Chavo Animado final. |
| El Chapulín Colorado                           | Televisa                                    | Baroque Hoedown                                              | Fue usado como tema de los créditos. |
| Chespirito Los supergenios de la Mesa Cuadrada | Televisa                                    | Baroque Hoedown The Elephant Never Forgets                   | El tema Baroque Hoedown se usó como intro en la primera fase del programa Chespirito en 1972. También se usó como intro de la sección de Los Supergenios de la mesa Cuadrada en el programa homónimo. El tema The Elephant Never Forgets se usó como tema de los sketches de El Chavo en el programa Chespirito, excepto los 4 últimos sketches, donde se usó una versión personalizada. |
| The Joker's Wild                               | Jack Barry Productions                      | The savers                                                   | Fue usada como la intro del programa desde 1972 hasta 1978. |
| Thunder Mask                                   | Nippon TV                                   | Les canaux de mars Les mysteres du cosmos                    | Fue usada en el capítulo 12 llamado «Cruel! Thunder mask capital punishment». Fue usada en el capítulo 13 llamado «At the end of the far away galaxy». |
| Hoshi no ko Poron                              | Jiho Eigasha                                | Boys and girls The old bell ringer                           | «Boys and girls» fue usada para la intro de Hoshi no ko Poron. «The old bell ringer» fue usada para los créditos finales de la serie japonesa Hoshi no ko Poron. |
| Futurama                                       | Fox                                         | E.V.A.                                                       | Nunca se usó el tema original, ya que no se consiguieron los derechos de autor. En su lugar, Christopher Tyng usó una versión personalizada inspirada en el tema. |
| 31 Minutos                                     | Aplaplac Televisión Nacional de Chile       | The Elephant Never Forgets The Mexican Cactus                | La canción The Elephant Never Forgets fue usado como homenaje a Chespirito en el episodio "La Gotera". La canción The Mexican Cactus fue usado en una sección del episodio "31 Minutos Educativio". |
| South Park                                     | Vernon chatman                              | Chicken on the Rocks                                         | Fue usada en el capítulo «Medicinal Fried Chicken». |
| The Mighty B!                                  | Nickelodeon                                 | Boys and girls                                               | Fue usada para los créditos finales de la serie. |
| Bob Esponja                                    | Nickelodeon                                 | Funny Blues La Bas Washing Machine Borborygmus One Zero Zero | Sólo fue usada en el episodio "The Night Party" de la 11ra Temporada. Fue usada en el capítulo «Dream hoppers» de la temporada 12. Fue usada en el capítulo «Dream hoppers» de la temporada 12 y en el capítulo «In randomland» de la temporada 12. Fue usada en el capítulo «Cuddle e. hugs» de la temporada 11. Fue usada en la intro del capítulo «Karen's virus» de la temporada 11. |

## En la cultura popular
- La última canción del álbum The Happy Moog llamado March of the Martians fue usada en la intro del programa Hilarious House of Frightenstein.[29][30]
- La canción «Chicken on the rocks» fue usada para un comercial de nombre "Bing bang going" de 1972.
- La canción «Les canaux de mars» fue usada en el capítulo 12 de la serie Thunder Mask y la canción «Les mysteres du cosmos» fue usado en el capítulo 13 de la serie ya citada, ambas canciones pertenecen al álbum Moog Expressions de 1971.
- Una versión de la canción «The savers» del álbum Kaleidoscopic Vibrations: Electronic Pop Music from Way Out fue usada para la introducción de The Joker's Wild desde 1972 hasta 1978.
- Una versión de la canción Baroque Hoedown fue usada para los espectáculos del Main Street Electrical Parade de Disney desde 1972,[31] en 1980 perrey se dio cuenta de que la canción principal del espectáculo era una versión de Baroque Hoedown y después dijo esto:

«En la década de 1970, Walt Disney Productions eligió esta melodía para ser el tema del desfile eléctrico. Fue extraordinario, no lo sabía porque los editores no me dijeron nada, fue por casualidad, en 1980, que fue allí y me sorprendió mucho escuchar Baroque Hoedown para una orquesta completa».
 Jean-Jacques Perrey.

- La serie Hoshi no ko Poron utilizó 2 temas principales para su serie, la canción «Boys and girls» como la intro y la canción «The Old Bell Ringer» como cierre, ambos pertenecientes al álbum Moog Mig Mag Moog.[32][33]
- En los créditos finales del juego Doki Doki Panic se usa una versión un poco más lenta de la canción «Mary france» del álbum The Amazing New Electronic Pop Sound of Jean-Jacques Perrey.
- En los años 90 MTV uso la canción «E.V.A.» para un video musical.
- En 1990 la canción «E.V.A.» fue usada para la canción «Just to get to rep» del álbum Step in the Arena del grupo Gang Starr y en 1996 fue usada para la canción «Fed up (Remix)» del álbum Truth Crushed to Earth Shall Rise Again del grupo House of Pain.[34][35]
- En 1996 el grupo Beastie Boys lanzó un álbum inspirado en el álbum The in Sound From Way Out con el mismo nombre y con una carátula similar.
- El compositor Fatboy Slim lanzó un sencillo que contiene 3 versiones de la canción «E.V.A.» del álbum Moog Indigo.
- La serie de TV chilena 31 Minutos producida por Aplaplac y TVN también usó canciones de Perrey. En el capítulo 12 de la segunda temporada (el cual se titula "31 Minutos Educativio"), en el segmento "Manualidades con Patana", aparece el tema The Mexican Cactus del Álbum The Amazing New Electronic Pop Sound of Jean-Jacques Perrey de 1968. Además, en el capítulo 2 de la cuarta temporada ("Cirugía"), durante los créditos se escucha un instrumental que alude a las composiciones de Jean-Jacques Perrey.[36] Por último, en el capítulo 11 de la primera temporada ("La Gotera"), al final se hace un homenaje a Chespirito, que incluye a la canción The Elephant Never Forgets sonando de fondo (aunque en la sindicación se cambió a su inspiración, la marcha turca de Beethoven).[37]
- En 2010 la canción Chicken on the rocks fue usada en el capítulo 3 de la temporada 14 de la serie South Park.[38]
- En el episodio llamado "The Night Patty" llamado "La Cangre Nocturna" en español de la temporada 11 de Bob Esponja es usado el tema «Funny blues» del año 1974. La canción «La bas» fue usada en un capítulo de Bob Esponja llamado "Dream Hoppers", también se usó la canción «Washing machine» en el capítulo In Randomland y también en el capítulo "Dream Hoppers", estos 3 temas son pertenecientes al álbum Moog Mig Mag Moog. La canción «Borborygmus» fue usado en el capítulo «Cuddle E. Hugs» y también se usó la canción «One zero zero» en la introducción del capítulo «Karen's virus».La canción «Boys and girls» fue usada en los créditos finales del programa The Mighty B! producido en 2008 por la cadena Nickelodeon.[39]
- La canción «Mary france» del álbum The Amazing New Electronic Pop Sound of Jean-Jacques Perrey fue usada para un video llamado «Princess Celestia Being Deep» en el 2014
- La canción «The Little Ships» de The Amazing New Electronic Pop Sound of Jean-Jacques Perrey fue usada para el video «Going to the store» que más tarde se volvió viral que más tarde se subió otro video llamado «Late for meeting» donde se usaba la canción «The mexican cactus» del álbum The Amazing New Electronic Pop Sound of Jean-Jacques Perrey y también se subió un video de nombre «Missing the bus» donde se usaba la canción «Four, three, two, one».
- La canción «Brazilian flower» fue usada para dos videos del youtuber sueco Pewdiepie, el primero es «Funny Montage (Bonus)» y el segundo es el capítulo 70 de la serie Happy Wheels, también se usó para dos videos de nombre «Egg Seal - Brazilian Flower Cover» y en un video «Brazilian Flower with Color and Toys». También se usó para la canción «Banana boye» y se usó como tema principal para el meme Rainbow Bunchie.